# Luc Ihorst
Luc Ihorst (Damme, 7 maart 2000) is een Duits voetballer die doorgaans speelt als spits. In juli 2022 verruilde hij Werder Bremen voor Eintracht Braunschweig.

## Clubcarrière
Ihorst is een jeugdproduct van Werder Bremen. Op 21 september 2019 maakte hij zijn debuut in het eerste elftal. In de met 0–3 verloren thuiswedstrijd tegen RB Leipzig mocht hij tien minuten voor tijd Joshua Sargent komen vervangen. Het zou voor de spits bij dit optreden blijven. Voorafgaand aan het seizoen 2020/21 werd hij verhuurd aan VfL Osnabrück. Het jaar erna nam Eintracht Braunschweig hem op huurbasis over. Medio 2022 tekende Ihorst een vast contract voor twee jaar bij Braunschweig, waarmee hij het jaar ervoor was gepromoveerd naar de 2. Bundesliga.

## Clubstatistieken
| Seizoen | Club                     | Competitie    | Competitie | Competitie | Beker | Beker | Internationaal | Internationaal | Totaal | Totaal |
| Seizoen | Club                     | Competitie    | Wed.       | Dlp.       | Wed.  | Dlp.  | Wed.           | Dlp.           | Wed.   | Dlp.   |
| ------- | ------------------------ | ------------- | ---------- | ---------- | ----- | ----- | -------------- | -------------- | ------ | ------ |
| 2019/20 | Werder Bremen            | Bundesliga    | 1          | 0          | 0     | 0     | —              | —              | 1      | 0      |
| 2020/21 | → VfL Osnabrück          | 2. Bundesliga | 18         | 2          | 2     | 0     | —              | —              | 20     | 2      |
| 2021/22 | → Eintracht Braunschweig | 3. Liga       | 19         | 3          | 1     | 1     | —              | —              | 20     | 4      |
| 2022/23 | Eintracht Braunschweig   | 2. Bundesliga | 11         | 0          | 2     | 0     | —              | —              | 13     | 0      |
| Totaal  | Totaal                   | Totaal        | 49         | 5          | 5     | 1     | 0              | 0              | 54     | 6      |

Bijgewerkt op 7 september 2023.